# Jamyang Jamtsho Wangchuk
Jamyang Jamtsho Wangchuk  (né le 3 janvier 1983 au Bhoutan) est un acteur, producteur, réalisateur de films et écologiste bhoutanais. 

## Biographie

### Famille
Jamyang Jamtsho Wangchuk né le 3 janvier 1983 au Bhoutan, est issu d'une famille aristocratique et est le fils , de Dasho Penden Wangchuk, secrétaire au ministère de l'Intérieur et des affaires culturelles du Bhoutan (en).

### Carrière cinématographique
Wangchuk a fait ses débuts au cinéma en 1997. Il a joué un rôle principal et donné la réplique à Brad Pitt dans Sept ans au Tibet de Jean-Jacques Annaud. Il y interprète le dalaï-lama à l'âge de 14 ans. Pour ce rôle, il a été nommé pour un YoungStar Award. Son jeune frère Sonam est apparu dans le rôle du dalaï-lama de 8 ans. En 2017, Jamyang a étudié la production cinématographique à la première école de cinéma asiatique de Busan en Corée du Sud. Un an plus tard, il a écrit et réalisé son premier court métrage The Open Door, qui a été créé au Festival du film de Locarno et a remporté des prix au Festival international du film senior de Séoul.

### Action pour sensibiliser aux problèmes du changement climatique
En 2022, il traverse 14 districts du Bhoutan pour défendre l'action climatique.
En 2023, Il se rend à vélo du Bhoutan au Népal avant de rejoindre la Conférence des Nations Unies sur le changement climatique ou COP 28. Il part pour Phuntsholing de Thimphou avec Ben Clark, un cinéaste américain pour rejoindre Katmandou puis le camp de base du mont Everest pour y collecter de la glace des glaciers apportée par Lhakpa Nuri Sherpa un Sherpa de l'Everest. Il se rendra ensuite du Népal à Dubaï où se déroulera la COP 28. Il déclare : "Le but de tout cela est essentiellement de réitérer le message selon lequel le Bhoutan, étant un pays négatif en carbone, n'a joué aucun rôle dans la crise climatique. Nous subissons ses conséquences et le monde doit s'unir pour y faire face. ",.

## Filmographie

### Acteur
- 1997 : Sept ans au Tibet
- 2013, 2015 : Gyalsey - the legacy of a prince[12],[13]
- 2016 : Honeygiver Among the Dogs de Dechen Roder : Kinley

### Producteur
- 2013, 2015 : Gyalsey - the legacy of a prince[12],[13]

### Musique
- 2004 : Ce qu'il reste de nous

### Réalisateur
- 2018 : The Open Door